# WHiSPER (in your eyes)
「WHiSPER (in your eyes)」（ウィスパー イン・ユア・アイズ）は、1992年3月にリリースされたLuis-Maryの通算3枚目のシングルである。発売元は日本クラウン。

## 解説
- アルバム『砂漠の雨』にはA面のみの収録。
- 1枚目のベスト・アルバム『Best Collection』にはB面、4枚目のベスト・アルバム『PERFECT SELECTION.3』には両面共に収録されている。

## 収録曲
1. WHiSPER (in your eyes)
  - 作詞：西川貴教　作曲：有田賢
2. 硝子細工の仔猫のように
  - 作詞：有田賢・西川貴教　作曲：丸山武久